# Urban
Urban (letterlijk: stedelijk) is een term die in de architectuur wordt gebruikt om een buitengebied te ontwikkelen. Sinds de jaren 80 wordt het gebruikt om muziek- en cultuurstromingen aan te duiden die verband houden met hiphop, rap en moderne r&b. De term is afkomstig uit de Verenigde Staten, waar in grote steden als New York de straatcultuur opbloeide. Letterlijk wordt met urban niets anders dan straatcultuur bedoeld.
In de Verenigde Staten zijn vooral Afro-Amerikanen en latino's urbanartiesten. In Nederland en België is het een mix van etnische groepen, waaronder (afstammelingen van) Afrikanen, Antillianen, Indonesiërs, Surinamers, Marokkanen en Turken zie hier ook kopstukken, zoals rappers Extince en Brainpower.